# Momento (probabilità)
In probabilità, il momento semplice o teorico di origine {\displaystyle m} e ordine {\displaystyle k} di una variabile casuale discreta è definito come il valore atteso della {\displaystyle k}-esima potenza dei valori
{\displaystyle \mu _{m,k}=\sum _{i=1}^{n}(x_{i}-m)^{k}p_{i},}
dove {\displaystyle p_{i}} denota la funzione di massa di probabilità della variabile casuale. Oppure, nel caso di una distribuzione continua,
{\displaystyle \mu _{m,k}=\int _{-\infty }^{+\infty }(x-m)^{k}p_{X}(x)dx,}
dove {\displaystyle p_{X}(x)} denota la funzione di densità della variabile casuale.
Si definisce momento centrale un momento semplice con origine {\displaystyle {E}(X)} e di ordine {\displaystyle k} come la speranza matematica della {\displaystyle k}-esima potenza dello scarto da {\displaystyle {E}(X)} ({\displaystyle \mu } = {\displaystyle \mu _{0,1}})
{\displaystyle m_{k}=\sum _{i=1}^{n}(x_{i}-\mu )^{k}p_{i},}
oppure, nel caso di una variabile casuale continua,
{\displaystyle m_{k}=\int _{-\infty }^{+\infty }(x-\mu )^{k}p_{X}(x)dx,}
dove {\displaystyle \mu } denota appunto il valore atteso della variabile casuale.
Caratteristiche di tali momenti semplici e centrali sono:
- {\displaystyle \mu _{0}=m_{0}=1};
- {\displaystyle \mu _{1}} è il valore atteso, indicata tradizionalmente con {\displaystyle \mu };
- {\displaystyle m_{1}=0};
- {\displaystyle m_{2}=\mu _{2}-\mu _{1}^{2}} è la varianza, indicata tradizionalmente con {\displaystyle \sigma ^{2}};
- {\displaystyle m_{3}=\mu _{3}-3\mu _{2}\mu +2\mu ^{3}} è l'asimmetria, o skewness;
- {\displaystyle m_{4}=\mu _{4}-4\mu _{3}\mu +6\mu _{2}\mu ^{2}-3\mu ^{4}} è la curtosi.

In generale, la relazione tra il momento centrale {\displaystyle m_{k}} e i momenti semplici {\displaystyle \mu _{j}} è data da:
{\displaystyle m_{k}=\sum _{r=0}^{k}{k \choose r}\mu _{k-r}(-\mu )^{r},}
dove {\displaystyle {k \choose r}} è il coefficiente binomiale. Per cui è possibile verificare quanto indicato sopra.